# 文化自卑
文化自卑在文化研究和社會人類學领域中是指它导致一国的人民认为自己的文化比其他国家的文化更低劣的一种内在的自卑情结。在人类学中，文化自卑与殖民心态（自卑感）的概念有关，通常表现为针对殖民地或前殖民地的本土知识分子、科学家和艺术家的反智主义。在个人层面，文化自卑还表现为文化异化。

## 起源
1894年，澳大利亚丛林诗人亨利·勞森在他的《散文与诗歌短篇小说》（Short Stories in Prose and Verse）的序言中写道：
这位澳大利亚作家，在他参加“伦敦听证会”之前，只被认为是某些公认的英国或美国作家的模仿者；一旦他表现出走向前列的迹象，他就会被贴上“澳大利亚的骚塞”、“澳大利亚的伯恩斯”或“澳大利亚的布雷特·哈特”的标签，最近则是“澳大利亚的吉卜林”。因此，无论他多么有原创性，他从一开始就被自己的国家打上了抄袭者的标签，这个国家认为自己无疑是在赞扬和鼓励他，但其实这对他造成了残酷的、几乎无法挽回的伤害。但是请注意！一旦这位南方作家回到“家乡”并在英国得到一些认可，他就是“某某，一位澳大利亚著名作家，其作品最近在伦敦引起大量关注”；而我们第一次听说他是通过电报，尽管他在澳大利亚的十年里可能已经处于最佳写作状态。
“文化自卑”（cultural cringe）一词是二战后在澳大利亚由墨尔本批评家和社会评论员A. A. 菲利普斯创造的，他在1950年一篇兼具影响和争议的同名文章中给出了定义。文章探讨了澳洲知识分子批判的对象：根深蒂固的自卑感，尤其是在澳大利亚戏剧、音乐、艺术和文学中最为明显。这些见解的影响可能适用于所有前殖民地国家，该文章如今已被视为澳大利亚后殖民理论发展的基石。菲利普斯指出，实质上，公众普遍认为本土戏剧家、演员、音乐家、艺术家和作家的作品与欧美同行的作品相比必然有缺陷。用诗人克里斯·华莱士-克拉布的话说（彼得·康拉德转引 ），澳大利亚“正在与失败押韵”。当地艺术专业人士要想赢得公众尊重，唯一的方法就是追随海外时尚，或者更常见的是在英国工作一段时间。
劳森在1894年的序言中继续说道：“同样的卑鄙精神试图将最伟大的现代短篇小说作家视为‘加州狄更斯’，但美国不是这样建立的——布雷特·哈特也不是！”澳大利亚人的文化自卑和美国人的文化狂妄，反映了两国在摆脱英国裙带束缚的经历上的深刻对比。菲利普斯在具体谈到澳大利亚时指出，体育是普通民众认为他们的国家能够在国际上表现出色的唯一领域。事实上，虽然澳大利亚人对本地培养的高素质运动员而自豪，民众相信他们是一流的，但澳大利亚人却好像认为，这个国家在更偏向智力的追求中，只能屈居二流。一些评论家认为，文化自卑助长了澳大利亚公共生活中深刻的反智主义情绪。

## 延伸阅读
- A.A. Phillips, The Australian Tradition : Studies in Colonial Culture, Melbourne, Cheshire, 1958